# Syndrome de Lacomme
Le syndrome de Lacomme est un ensemble de symptômes non pathologique affectant la femme enceinte. Il est en particulier caractérisé par une pubalgie. 
Il est nommé ainsi en référence au Professeur Maurice Lacomme, qui l'a identifié en 1962.